# Loschwitz/Wachwitz
Loschwitz/Wachwitz ist ein statistischer Stadtteil im Dresdner Stadtbezirk Loschwitz. Er liegt östlich des Stadtzentrums auf der Neustädter Elbseite.

## Lage
Der statistische Stadtteil Loschwitz/Wachwitz ist im Nordosten von Bühlau/Weißer Hirsch, im Osten von Gönnsdorf/Pappritz, im Südosten von Hosterwitz/Pillnitz, im Süden von Laubegast, im Südwesten von Tolkewitz/Seidnitz-Nord und Blasewitz und schließlich im Nordwesten von der Radeberger Vorstadt umgeben. Nördlich benachbart liegt der zur Gemarkung Neustadt gehörige Albertpark.
Die Grenzen des Stadtteils werden durch den Rand der Dresdner Heide, die Dresdner Elbhänge etwa auf der Linie Kuckuckssteig–Ulrichstraße–Weinleite–Mordgrundbrücke, die bis 1999 gültige Stadtaußengrenze, die Elbe sowie durch Abschnitte der Brockhaus- und der Bautzner Straße gebildet. Loschwitz/Wachwitz liegt größtenteils im Elbtalkessel, zieht sich aber die Elbhänge bis an den Rand des Schönfelder Hochlands hinauf.

## Gliederung
Zum statistischen Stadtteil gehören die gesamte Gemarkung Wachwitz und, bis auf einige Teile im Nordosten und Nordwesten, auch die Gemarkung Loschwitz. Er gliedert sich in folgende vier statistische Bezirke: 
- 411 Loschwitz (Schevenstr.)
- 412 Loschwitz (Körnerplatz)
- 413 Oberloschwitz
- 414 Wachwitz

## Verkehr
Wichtigste Straßen des Stadtteils sind die Pillnitzer Landstraße und die Grundstraße (Staatsstraße 167), die Bautzner Straße, auf welcher die Bundesstraße 6 und die Straßenbahnlinie 11 verlaufen, sowie die Schillerstraße. In Loschwitz/Wachwitz verkehren außerdem mehrere Stadtbus- und Überlandbuslinien. Insgesamt weist Loschwitz/Wachwitz 2 Straßenbahn- und 20 Bushaltestellen auf. Es ist überdies Ausgangspunkt der beiden Dresdner Bergbahnen. Während die Schwebebahn Dresden auch ihre Bergstation im Stadtteilgebiet hat, führt die Standseilbahn Dresden nach Bühlau/Weißer Hirsch.